# هاري باول
هاري باول (بالإنجليزية: Harry Paul)‏ (31 أغسطس 1886 بغلاسكو في المملكة المتحدة - 19 أبريل 1948) هو مدرب كرة قدم ولاعب كرة قدم بريطاني (وحمل سابقاً جنسية المملكة المتحدة لبريطانيا العظمى وأيرلندا) في مركز جناح ‏.

## وصلات خارجية
- هاري باول على موقع الاتحاد الإسكتلندي (الإنجليزية)